# Trần Bảo Quốc
Trần Bảo Quốc (sinh ngày 9 tháng 3 năm 1956) là nam diễn viên người Trung Quốc. Ông là "Thị đế tam đại" (tức người đạt Thị đế ở cả 3 giải thưởng truyền hình danh giá Phi thiên, Bạch Ngọc Lan, Kim Ưng) thứ 5 của Trung Quốc sau Vương Chí Văn, Trương Quốc Lập, Tôn Hồng Lôi và Trương Gia Dịch. Anh được khán giả Việt Nam biết đến với vai diễn Bạch Cảnh Kỳ trong bộ phim truyền hình Danh gia vọng tộc (Đại trạch môn). Bảo Quốc tốt nghiệp Học viện Hý kịch Trung ương vào năm 1974 và kể từ đó đã tham gia nhiều phim điện ảnh và phim truyền hình, bao gồm cả The Emperor in Han Dynasty and Rob-B-Hood.

## Tiểu sử
Anh đã tốt nghiệp Học viện Hý kịch Trung ương từ năm 1974 và làm việc cho đến nay. Hơn một thập kỷ đóng trong hàng chục bộ phim, vở kịch và vai trò quan trọng trong các bộ phim truyền hình, anh đã giành được nhiều giải thưởng. Nam diễn viên làm chủ tịch danh dự Ủy ban công tác truyền hình Trung Quốc Hiệp hội Nghệ sĩ và phó chủ tịch Trung Quốc Đài phát thanh và truyền hình diễn viên Ủy ban Hiệp hội Truyền hình.

## Hoạt động diễn xuất
'Năm 1977, anh tốt nghiệp Học viện Trung ương Drama. Năm 1979, đóng vai chính trong đầu tiên của bộ phim "Newsboy ". Năm 1981 với sự tham gia "Da Duhe."                                                                                                                                               
Năm 1982, bộ phim truyền hình đầu tiên với sự tham gia của Wang Fulin, CCTV phát sóng bộ phim "Colours of the Rainbow" anh đóng vai trò của Liu Sijia, nhờ vai diễn này Bảo Quốc là người đầu tiên của Trung Quốc nhận giải thưởng Golden Eagle cho hạng mục giải thưởng Nam diễn viên xuất sắc nhất, và trở thành thế hệ đầu tiên của Trung Quốc là thần tượng của thanh thiếu niên thời đó                                                                              
Năm 2002, anh đóng vai chính trong phim truyền hình "Public security bureau chief" và cũng trong năm đó anh đã giành giải thưởng Golden Eagle lần thứ 21 cho hạng mục diễn viên được yêu thích nhất năm                                                                                                                          
Năm 2003 anh tham gia bộ phim truyền hình Danh gia vọng tộc vào vai Bạch Cảnh Kỳ                                                                                                                                               
Năm 2005, tham gia vào bộ phim truyền hình cổ trang "Hán vũ đại đế" và cùng năm đó anh đã được trao giải Flying Apsaras award lần thứ 25 cho hạng mục diễn viên xuất sắc nhất                                                                                                                                    
Trong năm 2015, anh được trao giải Flying Apsaras award lần thứ 30 cho diễn viên xuất sắc nhất và đây cũng là lần thứ 5 anh được trao tặng danh hiệu này.

## Đời tư
Năm 1974, Trần Bảo Quốc và Triệu Khuê Nga cùng được nhận vào Học viện Hý kịch Trung ương, trở thành bạn cùng lớp, sau khi hai đã yêu tám năm. Năm 1982, Trần Bảo Quốc và Triệu Khuê Nga kết hôn và có một người con trai là diễn viên Trần Dịch Thừa (Yuemo Chen), sinh ngày 29 tháng 7 năm 1982.

## Danh sách phim

### Film
| Năm  | Tên                                           | Vai diễn         | Notes      |
| ---- | --------------------------------------------- | ---------------- | ---------- |
| 1981 | Da Duhe 大渡河                                | Zhao Jianfeng    |            |
| 1981 | Yougu Liange 幽谷恋歌                         | Teluo            |            |
| 1982 | Liao Zhongkai 廖仲恺                          | Zheng Jian       |            |
| 1983 | Yilu Shunfeng 一路顺风                        | An Dele          |            |
| 1984 | Momo De Xiaoli He 默默的小理河                | Military officer |            |
| 1986 | The Magic Braid 神鞭                          | Bolihua          |            |
| 1987 | Tianshi Yu Mogui 天使与魔鬼                   | Zheng Tian       |            |
| 1988 | Zanhuan Daibu 暂缓逮捕                        | Xiao Yuguang     |            |
| 1989 | Yedao Zhenfei Mu 夜盗珍妃墓                   | E Shichen        |            |
| 1989 | Shang Jie 商界                                | Liao Zuquan      |            |
| 1990 | Peking Duck Restaurant 老店                   | Yang Mingquan    |            |
| 1992 | Woman's Drug Rehabilitation Centre 女子戒毒所 | Zhang Guowen     |            |
| 1993 | Manzhou Hu Xingdong 满洲虎行动                | Lin Feihu        |            |
| 1993 | Jue Sha 绝杀                                  | Ding Mang        |            |
| 1994 | Zishou De Ai 自首的爱                         | Xiao Jian        |            |
| 1994 | Hongchen 红尘                                 | Ma Sansheng      |            |
| 1995 | Ranshao De Yuwang 燃烧的欲望                  | Xiao Keji        |            |
| 1996 | Haohan Bu Huitou 好汉不回头                   | Lü Jianguo       |            |
| 1999 | Team Spirit 女帅男兵                          | Zhang Ting       | guest star |
| 2007 | Rob-B-Hood 宝贝计划                           | Triad boss       |            |
| 2009 | The Founding of a Republic 建国大业           | Zhou Zhirou      |            |
| 2014 | The Galaxy on Earth 天河                      |                  |            |

### Stage plays
| Năm  | Tên                                 | Vai diễn        | Notes |
| ---- | ----------------------------------- | --------------- | ----- |
| 1979 | Baotong 报童                        | Reporter        |       |
| 1981 | Pavel Korchagin 保尔·柯察金         | Pavel Korchagin |       |
| 1984 | Rensheng Diyi Yuezhang 人生第一乐章 | Jiang Nanfeng   |       |
| 1986 | Richard III 理查三世                | Richard III     |       |

### Truyền hình
| Năm        | Type      | Play name                                         | Vai diễn                                       | Remarks                                      |
| ---------- | --------- | ------------------------------------------------- | ---------------------------------------------- | -------------------------------------------- |
| 1979       | drama     | Newsboy                                           | reporter                                       |                                              |
| 1981       | drama     | Paul Kocchak                                      | Paul Kocchagin                                 |                                              |
| 1981       | Movies    | Da Duhe                                           | Zhao Jianfeng                                  |                                              |
| 1981       | Movies    | Valleys love song                                 | trow                                           |                                              |
| 1982       | TV series | Colour of rainbow                                 | Liu Sijia                                      |                                              |
| 1982       | Movie     | Liao Zhongkai                                     | Zheng Jian                                     |                                              |
| 1983       | film      | All the way downwind                              | Andre Le                                       |                                              |
| 1984       | TV series | Born as an expert                                 |                                                |                                              |
| 1984       | Drama     | Life first movement                               | Jiangnan wind                                  |                                              |
| 1984       | Movie     | Silence of small river                            | officer                                        |                                              |
| 1986       | drama     | Richard III                                       | Richard                                        |                                              |
| 1986       | Film      | Whip whites                                       | glass flowers                                  |                                              |
| 1987       | Movie     | Angel and Devil                                   | Zheng Tian                                     |                                              |
| 1988       | movie     | Suspended arrest                                  | xiao Yuguang                                   |                                              |
| 1989       | movie     | Night pirate concubine turtles (upper and lower)  | E Shichen                                      |                                              |
| 1989       | movie     | Business (top and bottom)                         | Liao Zuquan                                    |                                              |
| 1990       | film      | Old shop                                          | Yang Mingquan                                  |                                              |
| 1992       | TV series | Hey, Fiat                                         | Ding Zhifang                                   |                                              |
| 1992       | Movies    | Women's Drug Addiction                            | Zhang Guowen                                   |                                              |
| 1993       | TV series | Lore                                              | Dingmang                                       |                                              |
| 1993       | movie     | Lore                                              | Dingmang                                       |                                              |
| 1993       | movie     | Manchukuo action                                  | Lin Feihu                                      |                                              |
| 1994       | TV series | Gap / shadow                                      | Wang Rucheng                                   |                                              |
| 1994       | movie     | Surrendered love                                  | xiao Jian                                      |                                              |
| 1994       | movie     | Red dust                                          | ma three wins                                  |                                              |
| 1995       | TV series | Shimen intelligence station / top secret 203      | Korean wind                                    |                                              |
| 1995       | TV series | Green building mandarin dream                     | Qin disease crane                              | guest                                        |
| 1995       | TV series | Wu Zetian                                         | Tang Gaozong Li Zhi                            |                                              |
| 1995       | TV series | Chinese flight attendants                         | "747" Captain                                  |                                              |
| 1995       | TV series | Grand Hotel Little                                | Mystery Master                                 |                                              |
| 1995       | TV series | No nationality of the woman                       | Lei Dake                                       | starring                                     |
| 1995       | TV series | Daddy dad mother                                  | Qiao Jiawei                                    |                                              |
| 1995       | TV series | The story of Beijing late autumn                  | Shock has                                      | after the clip into a movie "burning desire" |
| 1995       | TV movie  | Burning Desire                                    | Shock has                                      |                                              |
| 1996       | TV series | Northern Navy                                     | Deng Shichang                                  |                                              |
| 1996       | TV series | Song of youth                                     | Yu Yongze                                      |                                              |
| 1996       | TV series | Small well alley                                  | check Zongyou                                  |                                              |
| 1996       | TV series | Yellow sun on the Danube                          |                                                | also known as "Danube Yellow Sun"            |
| 1996       | Movie     | Hero does not look back / factory                 | Lv Jianguo                                     |                                              |
| 1997       | TV series | Please forgive me                                 | Qin Wenxu                                      |                                              |
| 1997       | TV series | The story of the deviant guard                    | Fu Jimin                                       |                                              |
| 1997       | TV series | Romance                                           |                                                |                                              |
| 1997       | TV series | Juesha Jinghun 48 Xiaoshi                         |                                                | guest                                        |
| 1997       | TV series | Snowless winter                                   |                                                |                                              |
| 1997       | TV series | Hongyan                                           | Xu Pengfei                                     |                                              |
| 1998       | TV series | Live out a look for you                           | Hou three children                             |                                              |
| 1998       | TV series | Female tour by                                    | Zhao Wen                                       | guest                                        |
| 1998       | TV series | Big shopping mall                                 | police                                         | guest                                        |
| 1999       | Movies    | Handsome men                                      | Zhang Ting                                     | guest                                        |
| 1999       | Movies    | Black dream / stock market life / absolute blow   | Zhou Wenchang                                  |                                              |
| 1999       | Movies    | Mulan new                                         | Sui Wendi                                      | guest                                        |
| 1999       | Movies    | Veteran bar / man character                       | Li Hao                                         |                                              |
| 1999       | Movies    | Guilty                                            |                                                |                                              |
| 1999       | Movies    | Miss News                                         | Wu Jiajun                                      |                                              |
| 2000       | TV series | One hand care two                                 | Yue Wenxing                                    |                                              |
| 2000       | TV series | Quick mouth Li Cui Lian                           | county magistrate                              | guest                                        |
| 2000       | TV series | Very case of death game                           | Han Yue white father                           | guest                                        |
| 2000       | TV series | Swordsman                                         | Lin Chuan Nan                                  | Episode 1                                    |
| 2000       | TV series | Woman 's house                                    | guest                                          |                                              |
| 2000       | TV series | Danh gia vọng tộc                                 | Bạch Cảnh Kỳ                                   |                                              |
| 2001       | TV series | Fang Ai Yitiao Shenglu                            | Ding Song                                      |                                              |
| 2001       | TV series | Longzhu Fengbao                                   | Di Renjie                                      |                                              |
| 2001       | TV series | Hua Fei Hua                                       | Simake                                         |                                              |
| 2001       | TV series | The whirlpool of desire                           |                                                |                                              |
| 2002       | TV series | Yuanze                                            | Wei Changxing                                  |                                              |
| 2002       | TV series | Chen Zhen                                         | Wei Tianba                                     |                                              |
| 2002       | TV series | Aiqing Ziwei                                      | No.10                                          |                                              |
| 2002       | TV series | Dangyuan Ma Dajie                                 |                                                | guest                                        |
| 2002       | TV series | Dapo Chenmo                                       | Zhao Changhui                                  |                                              |
| 2002       | TV series | Gong'an Juzhang                                   | Li Xidong                                      |                                              |
| 2002       | TV series | Tiemian Wusi                                      | Fang Jie, Fang Ming                            |                                              |
| 2002       | TV series | Danh gia vọng tộc 2                               | Bạch Cảnh Kỳ                                   |                                              |
| 2002       | TV series | Hán vũ đại đế                                     | Emperor of Han                                 |                                              |
| 2003       | TV series | Lüshi De Shiming                                  | Sima Wencheng                                  |                                              |
| 2003       | TV series | Xinteng Nüren                                     | Wu Jingwei                                     |                                              |
| 2003       | TV series | Shuxiang Mendi                                    |                                                | guest                                        |
| 2003       | TV series | Shenbu Shisan Niang                               | Xiao Daheng                                    |                                              |
| 2003       | TV series | Doukou Nianhua                                    | Inspector                                      | Guest                                        |
| 2003       | TV series | Nü Xun An Zhi Zhenjia Gongzhu                     | Zhao Wen                                       | guest                                        |
| 2003       | TV series | Yishan Daohai Fan Lihua                           | Li Shimin                                      | guest                                        |
| 2003       | TV series | Ban Ge Yueliang                                   | Wang Lu Ning                                   |                                              |
| 2003       | TV series | Pingzong Xiaying                                  | Yunjing                                        | guest                                        |
| 2003       | TV series | Da E Wuxing                                       | Yang Mingguang                                 | guest                                        |
| 2003       | TV series | The Affaire in the Swing Age                      | Gui Wang Zhu Changying                         |                                              |
| 2004       | TV series | Bielian Zai Taxiang                               | Lin Yifan                                      |                                              |
| 2004       | TV series | Lanse Yinmou                                      | Wen Siqi                                       |                                              |
| 2004       | TV series | Tanguan Beihou De Nüren                           | Zhang Jianguo                                  |                                              |
| 2004       | TV series | Tianxia Diyi Lou                                  | Wu Peifu                                       | guest                                        |
| 2004       | TV series | Huang Taihou Mishi                                | Xianfeng Emperor                               |                                              |
| 2004       | TV series | Unforgivable / love to the end                    | Xu Guoyuan                                     |                                              |
| 2004       | TV series | Bloody romance / romantic life                    | Zhou Zhennan                                   | guest                                        |
| 2004       | TV series | Topazy Lingyun package blue sky / sword Pro world | eight xi Wang                                  |                                              |
| 2004       | TV series | Bakota                                            |                                                | guest                                        |
| 2004       | TV series | Peach Blossom Spring                              | Emperor                                        | guest                                        |
| 2004       | TV series | Truyền thuyết hoàng đế Chu Nguyên Chương          | Chu Nguyên Chương                              |                                              |
| 2004       | TV series | Jinghua Smoke                                     | Yao Si'an                                      |                                              |
| 2004       | TV series | Life for slaves                                   | Hoàng tử Luân Công                             |                                              |
| 2005       | TV series | Zhen Guan Chang Ge                                | Du Ruhui                                       | guest                                        |
| 2005       | TV series | The Rebirth of a King                             | King Goujian of Yue                            |                                              |
| 2005       | TV series | Sha Jia Bing                                      |                                                | guest                                        |
| 2005       | TV series | Jing Su                                           | Wang Rucheng                                   |                                              |
| 2005       | TV series | Daqing Xiyuan Lu                                  | Emperor Qianlong                               |                                              |
| 2005       | TV series | Study                                             | a green                                        |                                              |
| 2006       | TV series | Ming Dynasty in 1566                              | Jiajing Emperor                                |                                              |
| 2006       | Movie     | baby plan                                         | triad gangster / Max's father                  |                                              |
| 2006       | TV series | scorching sun                                     |                                                |                                              |
| 2006       | TV series | Kangxi micro service visit 5                      | guest                                          |                                              |
| 2006       | TV series | Diezhan Gu Shantang                               | Yu master                                      |                                              |
| 2007       | TV series | teahouse                                          | wang lifa                                      |                                              |
| 2007       | TV series | Woman tears / spy war mad flowers                 | calendar Zhongmou                              |                                              |
| 2007       | TV series | Poor daddy rich dad                               | wang fugui                                     |                                              |
| 2008年     | 电视剧    | 震撼世界的七日                                    | 沈伯男                                         | （26集汶川大地震纪实性电视剧）               |
| 2008年     | 电视剧    | Midnight                                          | Zhao Bo Tao                                    |                                              |
| 2008年     | 电视剧    | Prince of the trip                                | Prince of Zhu standard (Ming Taizu eldest son) |                                              |
| 2009       | movie     | founding of the great cause                       | weeks to soft                                  |                                              |
| 2009       | TV series | brave invincible                                  | Zhou Xiaofeng                                  | Heroes Invincible Series 2                   |
| 2009       | TV series | Hell / Prison Pa                                  |                                                |                                              |
| 2010       | TV series | ice is falling asleep water                       | Linju Chang                                    | guest                                        |
| 2010       | TV series | Battle against Nanjing                            | Qin Shiguan                                    |                                              |
| 2011       | TV series | steel age                                         | still tires                                    |                                              |
| 2011       | TV series | Wise invincible                                   | in the village of power                        | hero invincible series 3                     |
| 2012       | TV series | Tiger character legend                            | Qin Xiaowen Wang (An Guojun)                   |                                              |
| 2012       | TV series | Invincible                                        | Feng Tiankui                                   | Heroes invincible series 4                   |
| 2012       | TV series | Strong style                                      |                                                |                                              |
| 2013       | TV series | Danh gia vọng tộc 1912                            | Bạch Cảnh Kỳ                                   |                                              |
| 2013       | TV series | Heroes                                            |                                                | Heroes Invincible Series 5                   |
| 2014       | TV series | Original country                                  |                                                |                                              |
| 2014       | TV series | Big river children                                | He Yan Sheng                                   |                                              |
| 2014       | TV series | The Mekong River                                  | Jiang Haifeng                                  |                                              |
| 2014       | TV series | All quiet in Peking                               | Xu Tieying                                     |                                              |
| 2014       | TV series | Old farmer                                        | cow bold                                       |                                              |
| 2016 years | TV series | Tín đồ bất khả chiến bại                          | Fan Tianxi                                     | Heroes Invincible Series 6                   |
| 2016 years | Film      | Điệp vụ tam giác vàng                             | Minister of Public Security                    |                                              |
| 2017 years | TV series | The last visa                                     | Lu Huai Shan                                   |                                              |
| pending    | TV series | Tiệm cầm đồ                                       |                                                |                                              |

## Các đề cử và giải thưởng
| Năm  | Giải / Nomination                                                                                              | Representative work        | Notes |
| ---- | --- | -------------------------- | --- |
| 1983 | Golden Eagle Award for Best Actor                                                                              | Colours of the Rainbow     | |
| 1991 | Nomination for Golden Rooster Award for Best Actor                                                             | Peking Duck Restaurant     | Film won Hundred Flowers Award for Best Picture                                                              |
| 1991 | China Film and Performing Arts Society Golden Phoenix Award 中国电影表演艺术学会奖金凤凰奖                     |                            | |
| 2001 | Annual CCTV Prime Time Audience's Favourite Actor Award 年度中央电视台黄金时间观众最喜爱的优秀电视剧演员       |                            | |
| 2003 | Golden Eagle Award for Favourite Actor                                                                         |                            | |
| 2005 | Flying Goddess Award for Best Actor 飞天奖优秀男演员奖                                                         | The Emperor in Han Dynasty | |
| 2005 | Fifth "Public Television" China Television Arts Best Ten Actors Award 第五届《大众电视》中国电视艺术双十佳演员 |                            | |
| 2005 | Best Actor Award 最佳男主演                                                                                    | The Emperor Han Wu         | based on a survey conducted by Beijing Youth Paper (北京青年报) and viewership ratings of The Emperor Han Wu |
| 2005 | Best Actor Award 最佳男主演                                                                                    | Moment in Peking           | based on a survey conducted by Beijing Youth Paper (北京青年报) and viewership ratings of Moment in Peking   |
| 2005 | Best 100 Chinese Television Actors in 100 Years (1976-2004) 中国电影百年百位优秀演员（1976—2004）              |                            | |
| 2011 | Flying Goddess Award for Best Actor 第28届中国电视剧飞天奖优秀男演员奖                                         | Gangtie Niandai            | |